# Línea G6 (TUVISA)
La línea G6 de TUVISA de Vitoria une el centro de la Ciudad con el barrio de Aranbizkarra y Salburua.

## Características
Esta línea conecta el Centro de Vitoria con el Barrio de Aranbizkarra, Arana y el de Salburua, las noches de los viernes, los sábados y la de las vísperas de los festivos.
La línea entró en funcionamiento a finales de octubre de 2009, como todas las demás líneas de TUVISA, cuándo el mapa de transporte urbano en la ciudad fue modificado completamente. En octubre de 2013 sufrió un cambió en la parte final de su recorrido. En julio de 2014, la línea modificó su recorrido, para dar un servicio más completo al barrio de Salburua.

### Frecuencias
| noche viernes                        |        |
| de 23:30 a 05:30                     | 60 min |
| Sin servicio a las 03:30             |        |
| noche sábados y vísperas de festivos |        |
| de 24:30 a 06:30                     | 60 min |
| Sin servicio a las 03:30             |        |

## Recorrido
La Línea comienza su recorrido en la Calle Jesús Guridi, desde donde se dirige hacia la Calle Canciller Ayala, para incorporarse a la Calle Los Herrán. Accede a la Calle Obispo Ballester. Tras girar a la derecha por la Calle Valladolid, accede a la Calle Madrid, la que abandona por la Avenida de Juan Carlos I. Gira a la derecha para recorrer el Bulevar de Salburua, abandonándolo por el Paseo de la Ilíada y la Calle Florida. Tras girar a la derecha por  la Calle de Los Herrán, dónde gira a la izquierda y retorna al punto inicial de la Calle Jesús Guridi.

## Paradas
| KBHFa |

| HST |

| HST |

| HST |

| STRo |

| SBRÜCKE |

| HST |

| HST |

| HST |

| HST |

| HST |

| HST |

| HST |

| HST |

| HST |

| KBHFe |

| KBHFa |

| HST |

| HST |

| HST |

| STRo |

| SBRÜCKE |

| HST |

| HST |

| HST |

| HST |

| HST |

| HST |

| HST |

| HST |

| HST |

| KBHFe |

| KBHFa |

| HST |

| HST |

| HST |

| STRo |

| SBRÜCKE |

| HST |

| HST |

| HST |

| HST |

| HST |

| HST |

| HST |

| HST |

| HST |

| KBHFe |

| KBHFa |

| HST |

| HST |

| HST |

| STRo |

| SBRÜCKE |

| HST |

| HST |

| HST |

| HST |

| HST |

| HST |

| HST |

| HST |

| HST |

| KBHFe |